# تمريض الطيران

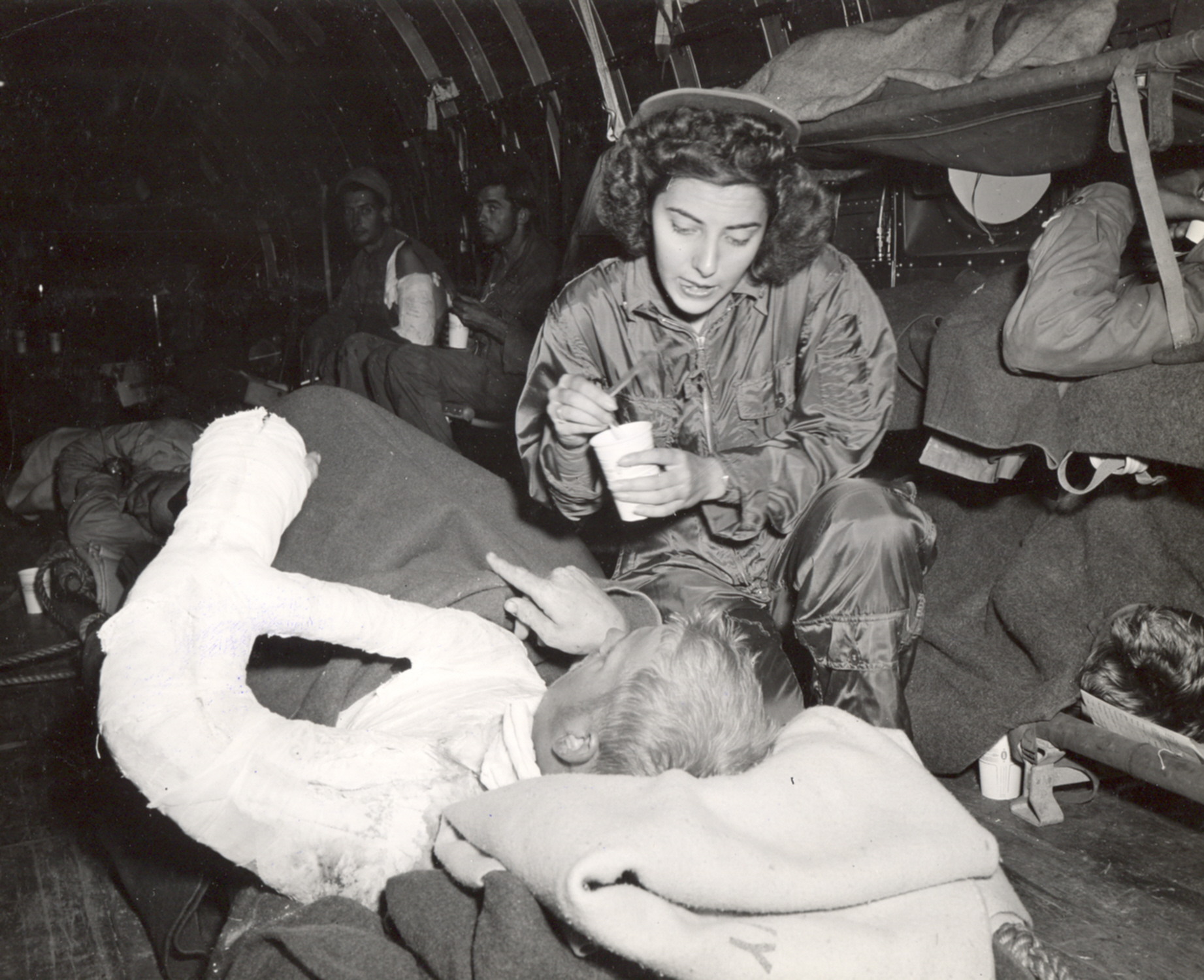
أول ممرضة طيران الولايات المتحدة، جين كيندي

ممرض طيران (بالإنجليزية: Flight Nurse)‏ هو ممرض قانوني متخصص في مجال توفير الرعاية الشاملة الطارئة قبل المستشفى والرعاية الحرجة للطوارئ والرعاية بالمستشفيات لعدد كبير من المرضى، تتم رعاية هؤلاء المرضى بشكل عام أثناء عمليات الإخلاء أو الإنقاذ الجوي على متن المروحيات، على متن طائرة الإنقاذ ستجد ممرض طيران مصحوبة بفريق طبي وممارسي الجهاز التنفسي، بالإضافة إلى خيار طبيب طيران لفرق الطوارئ الشاملة، يشتمل إدراج طبيب رحلات بشكل أكثر شيوعًا في فرق نقل الأطفال وحديثي الولادة.

## الأدوار والواجبات
مطلوب من ممرض الطيران إكمال مقدار وفير من الواجبات في كل وجميع النداءات إلى الخارج. المدرجة أدناه قائمة شاملة بهذه الواجبات والمسؤوليات:
- يؤدي ممرضو الطيران كعضو في فريق الإخلاء الجوي على الطائرات المروحية والمروحة أو الطائرة النفاثة.
- مسؤولون عن التخطيط والإعداد لمهمات الإخلاء الجوي.
- الإسراع في المهمة وبدء علاج الطوارئ في غياب طبيب الطيران.
- توفير الإدارة والرعاية التمريضية أثناء الرحلة للمرضى.
- تقييم احتياجات المريض الفردية على متن الطائرة.
- الاتصال بين الأطقم الطبية والتشغيلية وموظفي الدعم لتعزيز راحة المريض.
- مسؤولة عن الحفاظ على رعاية المرضى والراحة والسلامة.
- رعاية المرضى الذين يعانون من كل من المشاكل الطبية والصدمات.
- طلب الأدوية واللوازم والمعدات المناسبة لتوفير الرعاية للمريض.
- يجب أن يكون لديه التدريب على التهوية الميكانيكية، ودعم الدورة الدموية، والأدوية فعال في الأوعية ومهارات العناية المركزة.
- المهارات السريرية المتخصصة في الاتحاد مع المعرفة والنظرية والتعليم والخبرة في المستشفيات وبيئات ما قبل المستشفى مطلوبة.[2]
- إجراء إجراءات طبية متطورة دون إشراف الطبيب مثل التنبيب، وإدارة جهاز التنفس الصناعي، وإدخال أنبوب الصدر، وحقن داخل العظم، ووضع الخط المركزي، وإدارة مضخة البالون داخل الشريان الأبهري، وإدارة أجهزة السرعة، معايرة الأدوية النشطة في الأوعية، إدارة الألم، إدارة الأدوية المخدرة للتنبيب، وفي بعض الحالات، الرعاية العاطفية والعائلية.[1]

## التعليم
المتطلبات الوطنية لمعظم برامج ممرضة الطيران تشمل:
- الترخيص كممرض قانوني - يمكن الحصول عليها من خلال معظم الجامعات أو المؤسسات التعليمية.
- خبرة 2-3 سنوات في الرعاية الحرجة و/أو تجربة وحدة العناية المركزة المتنقلة (ام أي سي يو).
- شهادة دعم الحياة القلبية المتقدمة
- شهادة دعم الحياة المتقدمة للأطفال.[2]

قد تشمل الاحتياجات الإضافية:
- برنامج إنعاش حديثي الولادة
- برنامج الإصبات المعترف به وطنيا مثل إصابات الحياة قبل المستشفى.
- الشهادات مثل تمريض العناية المركزة، تمريض الطوارئ.[2]

مفيدة، ولكن قد لا تكون مطلوبة:
شهادة تقني طب الطوارئ (المسعفين) من ذوي الخبرة الميدانية (تتطلب بعض الولايات اعتماد ممرضات الطيران بوصفهم تقني طب الطوارئ).

## الاعتمادات
- ممرض طوارئ معتمد.
- ممرض طيران قانوني معتمد.
- ممرض رعية حرجة قانوني معتمد.[2]